# Julius von Kirchmann
Julius Hermann von Kirchmann (5 de novembre de 1802, Merseburg - † 20 d'octubre de 1884, Berlín) va ser un jurista i polític alemany, la doctrina crítica del qual envers el coneixement sobre el Dret l'ha consagrat com un dels més grans crítics de la Ciència del Dret de tots els temps.

## Dades biogràfiques
Nascut el 5 de novembre de 1802, al nord de la ciutat alemanya de Merseburg, era fill del major de l'electorat de Saxònia, Eberhard August von Kirchmann, i de la seva muller, Wilhelmine Berger. Després d'haver-se graduat en secundària, va iniciar els seus estudis de Dret a la Universitat de Leipzig, tot i que, posteriorment, es va traslladar a la Universitat de Trobi, que és on finalment es va graduar. Entorn de 1829, a la mateixa ciutat de Trobi, va treballar com a assessor de justícia exercint la primera de les seves ocupacions i quatre anys més tard va ser nomenat jutge penal. El 1835, va ser designat president de la Cambra d'Apel·lació de Querfurt, però més tard va ser enviat a exercir la mateixa funció a la Cambra de Torgau.
El 1846 va establir la seva residència a Berlín, ciutat a la qual va accedir al càrrec de Procurador del Rei (Staatsanwalt). Un any després d'haver fixat la seva residència a l'actual capital alemanya va pronunciar en la Juristische Gesellschaft zu Berlin, que era el nom d'una acadèmia jurídica berlinesa, una conferència que portava per títol Wertlosigkeit der Jurisprudenz als Wissenschaft, la traducció literal de la qual és La manca de valor de la Jurisprudència com a ciència, en la qual va negar d'una manera rotunda que la labor exercida pels juristes pugui rebre el nom de ciència.
Un any després de la conferència, Kirchmann va aconseguir el càrrec de vicepresident del Tribunal d'Apel·lació de Berlín, del que va ser destituït el 1867 a conseqüència de la defensa que havia fet dels mètodes anticonceptius com a mecanisme per solucionar el problema social, en una dissertació sobre el comunisme en la naturalesa. Ja fora de la vicepresidència va publicar dos escrits de notable amplitud — Aesthetik auf Realistischer Grundlage (1868), Ueber dans Prinzip donis Realismus (1875) —, que en cap moment van tenir el mateix succés que la seva conferència. A banda del seu treball com a jurista, també va participar de forma activa en l'àmbit de la política. Va ser diputat del Partit Progressista al Reichstag entre 1871 i 1876.
Consagrat com un dels més forts crítics de la Ciència del Dret de tota la història, va morir a Berlín el 20 d'octubre de 1884.

## Negació de la Ciència del Dret
El primer argument utilitzat per Kirchmann per a defensar la seva posició negacionista es recolza en l'objecte de la Jurisprudència, els principals trets de la qual són la contingència i la variabilitat. En partir des d'aquesta perspectiva, el jurista alemany va concloure que és totalment impossible la construcció d'una ciència respecte d'un objecte mancat tant de fixesa com de permanència. És així que, en treballar el jurista sobre un objecte en constant canvi, s'impediria l'aprehensió del mateix. En paraules del propi Kirchmann:
| « | La Terra continua girant al voltant del Sol, com fa mil anys; els arbres creixen i els animals viuen com en temps de Plini. Per tant, encara que el descobriment de les lleis de la seva natura i el seu poder hagi requerit llargs esforços, tals lleis són, com a mínim, tan veritables per a l'actualitat com per als temps passats, i continuaran sent-ho per sempre. Molt diferent és la situació de la ciència jurídica. Quan aquesta, després de molts anys d'esforç, ha assolit el concepte veritable, la llei de la institució, ja fa temps que l'objecte s'ha transformat. La ciència sempre arriba tard en relació amb l'evolució progressiva; no pot abastar mai l'actualitat. S'assembla al viatger en el desert: albira a la llunyania jardins opulents, camina tot el dia i quan arriba la nit són tan lluny seu com el matí. | » |